# Église Notre-Dame de Saint-Flour
Pour les articles homonymes, voir Église Notre-Dame.
L'église Notre-Dame de Saint-Flour est une ancienne église catholique située à Saint-Flour, dans le département du Cantal.

## Histoire
L'autorisation de construire l'église est accordée en 1323, et sa réalisation s'étend jusqu'au XVe siècle. Pendant la Révolution, des altérations sont apportées à l'église, incluant la suppression des voûtes de la nef et la réduction d'une travée à l'ouest. À la suite de cela, l'église est abandonnée, transformée en halles, puis utilisée par la municipalité comme lieu de stockage pour le matériel.

## Description
La structure se compose d'une vaste nef unique comportant cinq travées voûtées sur croisées d'ogives, avec des contreforts entre lesquels sont intégrées des chapelles latérales. Le chœur polygonal est entouré de cinq chapelles également polygonales. Un clocher massif, de forme carrée et doté de caractéristiques défensives, est flanqué d'une tourelle octogonale permettant l'accès aux niveaux supérieurs. Il s'élève sur une travée du côté sud. L'architecture présente les traits distinctifs du style local.

## Valorisation du patrimoine
Jusqu'aux années 1980, cet édifice servait de marché couvert. Entre 2005 et 2008, il fait l'objet d'une restauration complète. En 2023, il est utilisé comme marché couvert pendant la saison hivernale et comme lieu d'exposition pendant l'été,.

## Protection
L'église Notre-Dame est classée au titre des monuments historiques par arrêté du 21 novembre 1946.